# Klauskapelle (Goslar)

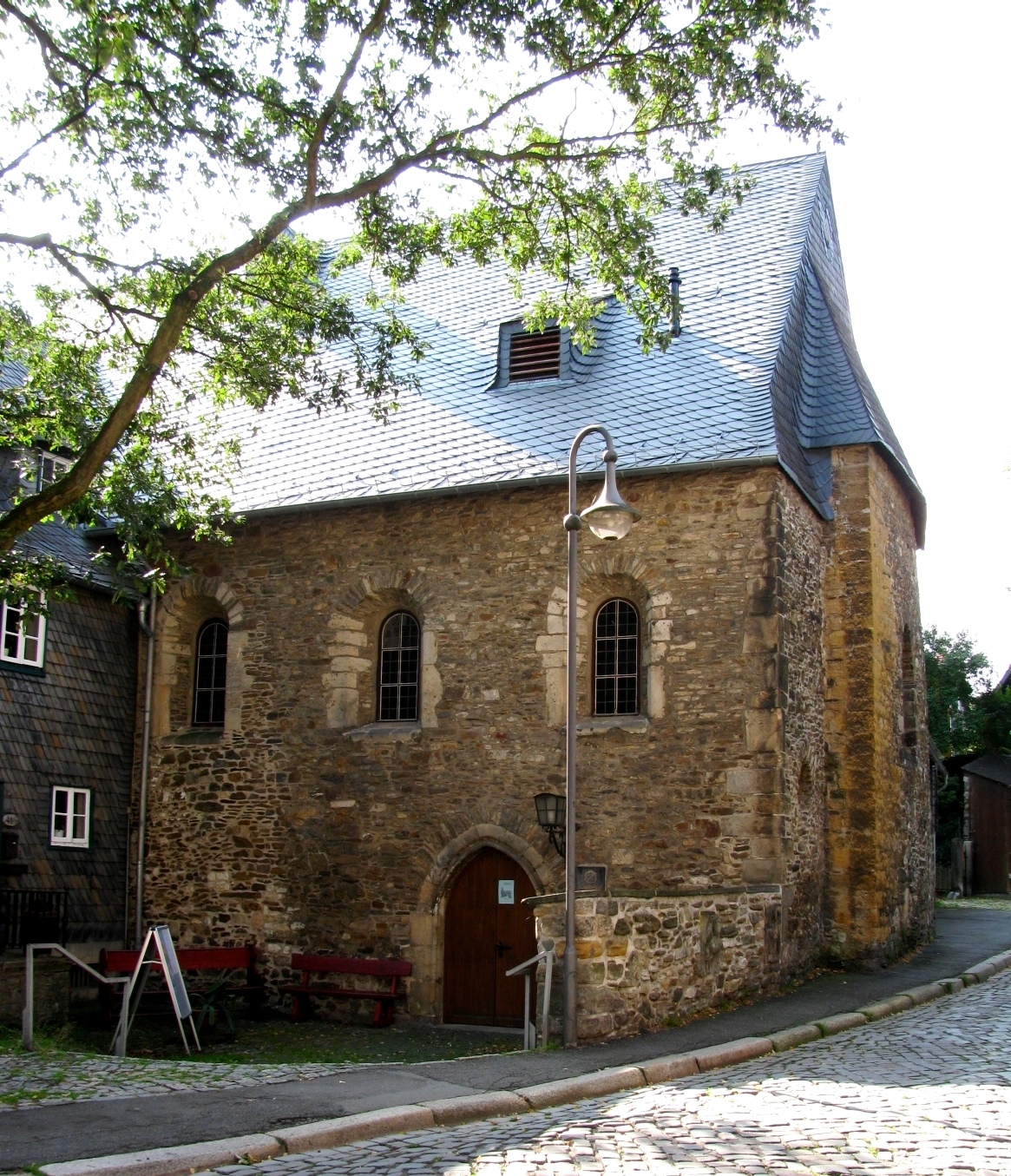
Klauskapelle, Ansicht von Norden, links das ehemalige Bergmannshospital

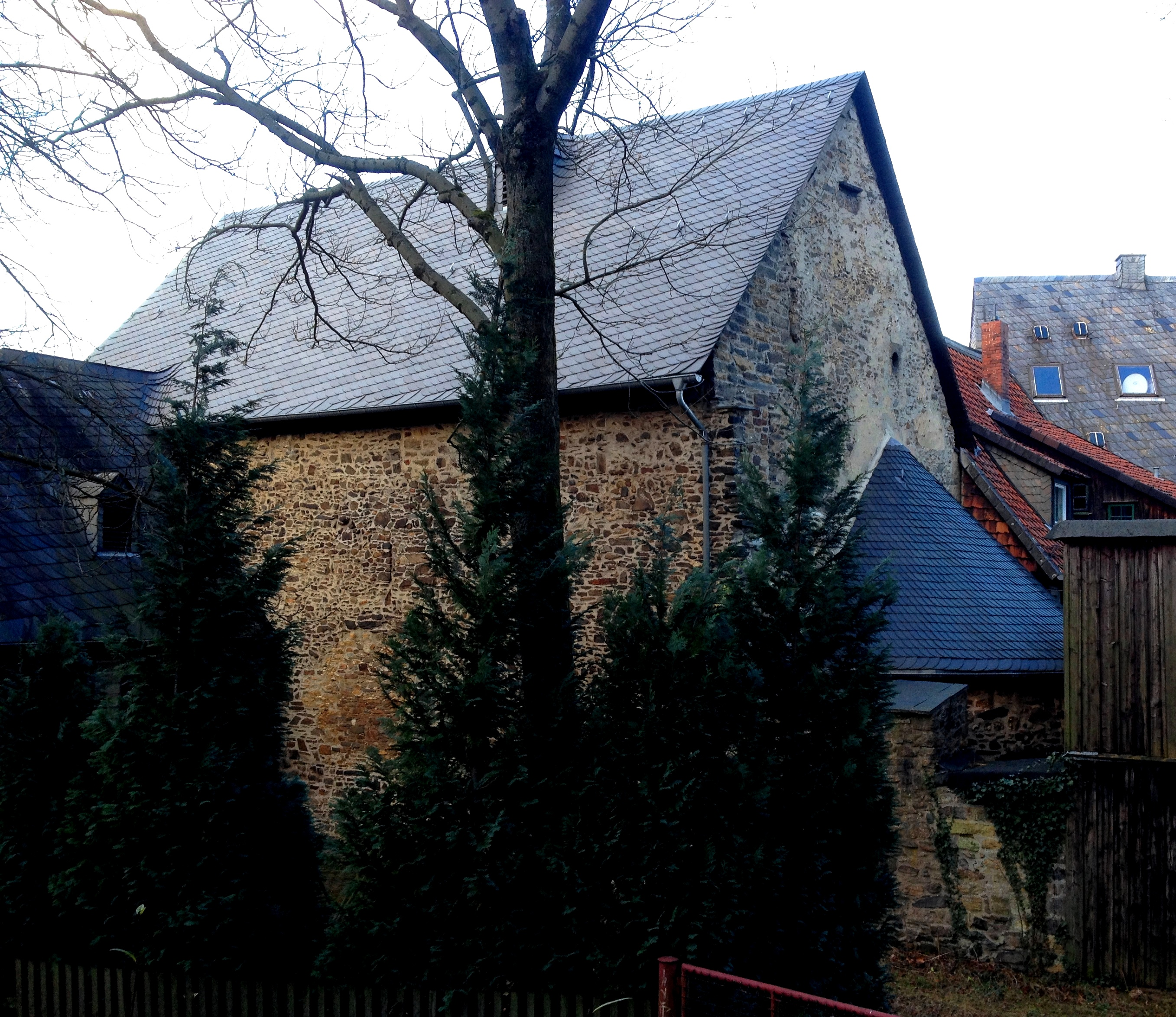
Südwand (ehemalige Stadtmauer), Apsis

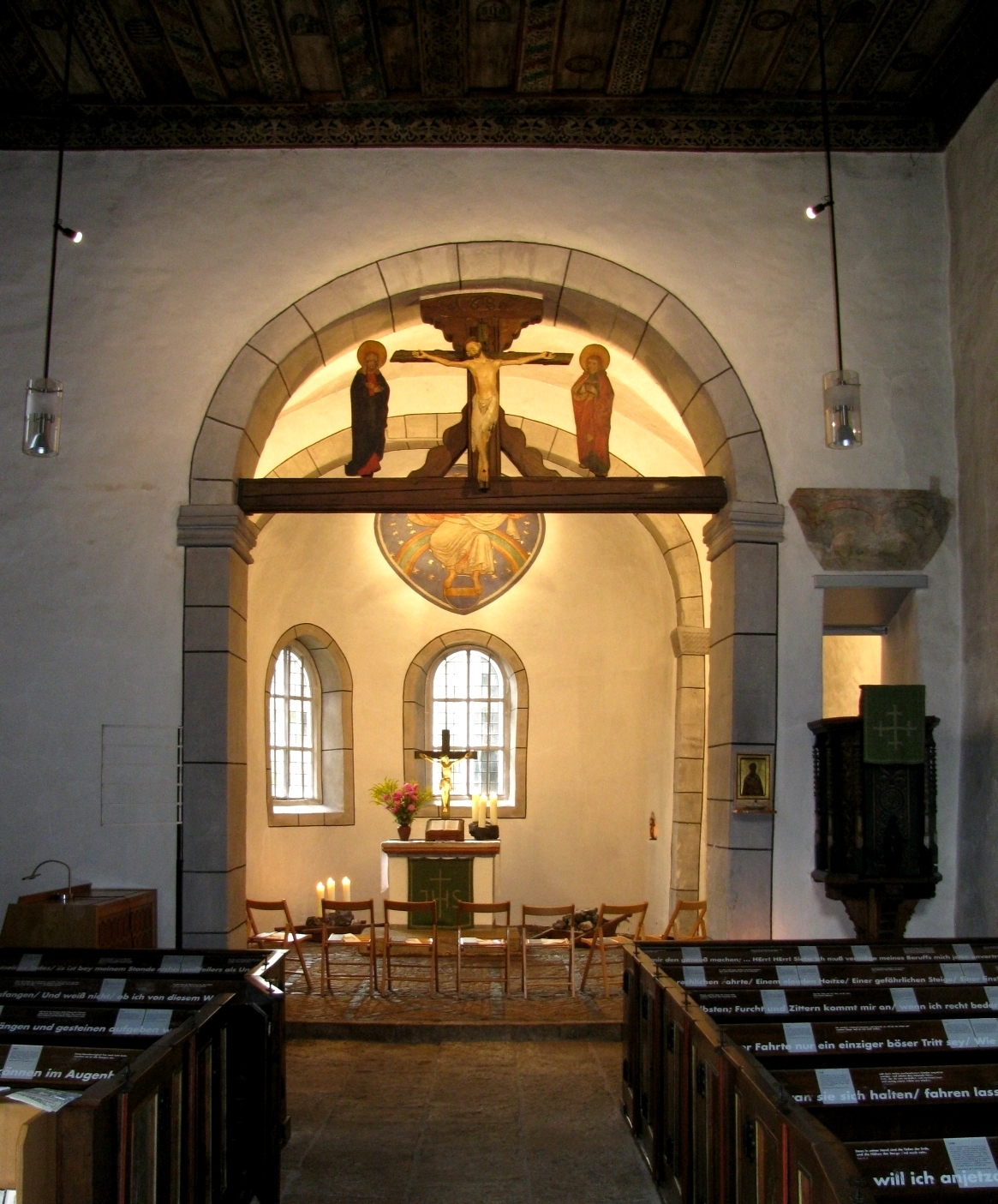
Inneres nach Osten

Die Klauskapelle in Goslar ist ein kleiner romanischer Kirchenbau aus dem 12. Jahrhundert. Erbaut als Torkapelle, diente sie seit 1537 den Bergleuten vom Rammelsberg als Andachtsstätte. Die Kapelle gehört heute zur evangelisch-lutherischen Kirchengemeinde Frankenberg.

## Geschichte
Die früheste Erwähnung der Klauskapelle stammt von 1186. Das Patrozinium des heiligen Nikolaus, des Schutzheiligen der Fuhrleute und Reisenden, erhielt sie vermutlich, weil sie beim südlichen der vier Stadttore stand, dem Ausgangspunkt der Alten Harzstraße. Das Tor bekam seinen Namen von der Kapelle, erstmals erwähnt 1293.
Nachdem 1527 in der Auseinandersetzung der Stadt mit dem Braunschweiger Herzog Heinrich II. die Johanneskirche mit dem zugehörigen Hospital aus strategischen Gründen zerstört worden war, stellte der Stadtrat 1537 den Bergleuten die Klauskapelle zur Verfügung. Sie richteten in den angrenzenden Gebäuden ein neues Hospital für die Kranken und Verunglückten und für unversorgte Kinder und Alte ihrer Gemeinschaft ein, zu dessen Unterhalt alle regelmäßig beitrugen. In der Kapelle fanden Festgottesdienste der Gemeinschaft, Andachten zum Schichtbeginn und Exequien statt. Seit 1552 gehörte sie mit dem Erzbergwerk dem Herzogtum Braunschweig-Wolfenbüttel und dessen Rechtsnachfolgern, zuletzt der Preussag, die sie 1969 der Frankenberger Kirchengemeinde verkaufte. Das Gebäude wird weiterhin für besondere Gottesdienste und für die Traditionspflege des Bergbaus genutzt, so 1988 nach der letzten Schicht am Rammelsberg.

## Bauwerk
Die Klauskapelle ist eine rechteckige Saalkirche aus Bruchsteinmauerwerk. Der flachgedeckte Hauptraum misst 10 m × 7 m, der östlich anschließende rechteckige Chor mit Kreuzgratgewölbe und Rundapsis 4 m × 6 m. Die Südwand ist fensterlos, sie war Teil der Stadtmauer; der Wehrgang verlief über den Dachboden, erkennbar an vermauerten Schießscharten. Die Westwand an der Straßenseite war größtenteils zugleich die Ostmauer des Torturms. Die Nordwand enthält den Eingang und drei romanische Rundbogenfenster. Eine heute vermauerte Tür in der Nordwand des Chors führte zum Hospital. In der etwa mannshohen Mauer, die die Westwand nach Norden fortsetzt, sind auf der Straßenseite zwei (schlecht erhaltene) Reliefs eingelassen, vermutlich Nikolausdarstellungen.

## Ausstattung
Von der Ausstattung vor 1537 sind die romanische Altarmensa, ein geschnitzter Kruzifix aus dem 15. Jahrhundert, die gotische Holzkanzel sowie darüber Reste gotischer Fresken erhalten. Bei der Neugestaltung nach 1537 entstand die bemalte Holzdecke. Aus dem 17. Jahrhundert stammt das Lesepult. Auch die Kreuzigungsgruppe im Chorbogen wurde in dieser Zeit aus älteren Stücken zusammengestellt. 1752 kam die gotische Glocke der Siechenhofkapelle St. Pankratius zur Klauskapelle. 1929 malte Reinhold Ebeling die Kapelle neu aus; davon erhalten ist die Pantokratordarstellung in der Apsis. Modern sind zwei Kerzenleuchter, die aus Anlass der Dankfeier 1988 entstanden; der eine, aus Reicherz, steht auf dem Altar, der andere, aus Armerz, in einer mittelalterlichen Erztrage auf dem Boden.